# Bunuri mobile din domeniul istorie clasate în patrimoniul cultural național al României aflate în județul Covasna
Acestă listă conține bunurile mobile din domeniul istorie clasate în Patrimoniul cultural național al României aflate la momentul clasării în județul Covasna.

## Tezaur
| Foto | Informații generale | Detalii tehnice | Descriere | Deținător                                 | Legături |
| ---- | ------------------- | --- | --- | ----------------------------------------- | -------- |
|      | Covor de rugăciune  | Datare: 2/2 sec. XVII Școală: Atelier anatolian Dimensiuni: 170 x 125 cm Material: lână; urzeală; băteală; nod simetric | Mirhabul pe fond roșu este conturat de patru chenare de culori diferite (galben, albastru, roșu, alb). Arcul cu vârf înalt și laturile în trepte prezintă o ușoară asimetrie. Ecoansoanele pe fond negru, decorate cu flori unite prin vrejuri, între care rozete compozite. Bordura principală, pe fond galben are pe fiecare latură câte trei cartușe poligonale, specifice covoarelor "de Transilvania", incluzând, pe fond roșu, respectiv alb, alternativ, motivul semiplantelor unite, în varianta geometrizată, cu romb în interiorul unui hexagon. Același tip de cartuș, dar în formă fragmentată, este reprezentat în colțurile bordurii principale, cu excepția celui din stânga sus. Două borduri secundare, cea interioară pe fondul alb, cu motive stelare alternând cu nori de tip chinezesc, cea exterioară pe fond roșu cu motive florale geometrizate. La capete, chilim galben. Margini pe trei fire de urzeală, înfășurate cu lână galbenă. A figurat în expoziția de covoare otomane oraganizată la Budapesta în anul 1914. Este probabil covorul "dufla" (adică de rugăciune) pe care conform izvoarelor istorice, contele Iosif Bethlen l-a donat bisericii în sec. XVIII ("după 1735, în jurul anului 1770") pentru (a fi pus pe) masa Domnului. | Muzeul Național Secuiesc, Sfântu Gheorghe | Cimec    |
|      | Spadă               | Datare: sf. sec. XIII Descoperit: jud. Covasna, com. Lunga Dimensiuni: Lmax: 83 cm; Llamă: 63 cm; Lmâner: 11,5 cm; Lgardă: 25 cm Material: fier; forjare                                                                             | Spada a fost găsită în anul 1949, cu ocazia construirii drumului național, la 300 m de sat, într-un mormânt cu schelet, spada era lângă corp, pe cap un coif metalic care a fost spart de muncitori. Coroziunea excesivă nu permite stabilirea dimensiunilor șănțuirii. | Muzeul Național Secuiesc, Sfântu Gheorghe | Cimec    |
|      | Spadă               | Datare: sec. XIV-XV Dimensiuni: Lmax: 117 cm; Llamă: 90 cm; Lmâner: 20,5 cm; Lgardă: 22,5 cm; Lcanal de sânge: 49 cm Material: fier; forjare                                                                                         | Spadă cu două tăișuri, cu mâner în formă de cruce, armă caracteristică pentru feudalismul timpuriu. A fost descoperită în urma unei descoperiri întâmplătoare și achiziționate de fondatoarea Muzeului Cserey Jánosné. La capătul mânerului este un buton oval. Pe lamă se găsește semnul de meșter sub formă de două cercuri concentrice, înauntru având linii despărțitoare. | Muzeul Național Secuiesc, Sfântu Gheorghe | Cimec    |
|      | Spadă               | Datare: sec. XIV Dimensiuni: Lmax: 108 cm; Llamă: 87 cm; Lmâner: 14 cm; Lgardă: 19 cm; Lcanal de sânge: 65 cm Material: fier; forjare                                                                                                | Spadă cu două tăișuri, cu mâner în formă de cruce, armă caracteristică pentru feudalismul timpuriu. A fost descoperită întâmplător de pădurarul Sumeghi la vârful dealului Mănicel. La capătul mânerului este un buton oval, cu cruce la mijloc. Garda mânerului în ambele sensuri de la mijloc spre capete se lățește. La mijlocul lamei este incizat un cerc cu puncte și linii. | Muzeul Național Secuiesc, Sfântu Gheorghe | Cimec    |
|      | Spadă               | Datare: sec. XIV Descoperit: Cetatea Kincsás Dimensiuni: Lmax: 98 cm; Llamă: 80 cm; Lmâner: 11 cm; Lgardă: 19 cm; Lcanal de sânge: 71 cm Material: fier; forjare                                                                     | Spadă cu două tăișuri, cu mâner în formă de cruce, armă caracteristică pentru feudalismul timpuriu, descoperită întâmplător de preotul Kiss Arpád la vârful dealului numit Kincsás. La capătul mânerului este un buton de formă conică. Are canal de sânge. | Muzeul Național Secuiesc, Sfântu Gheorghe | Cimec    |
|      | Spadă               | Datare: sf. sec. XIII - înc. sec. XIV Dimensiuni: Lmax: 103,3 cm; Llamă: 83,5 cm; Lmâner: 13,3 cm; Lgardă: 27 cm; Lcanal de sânge: 75 cm Material: fier; forjare                                                                     | Spadă cu două tăișuri, cu mâner în formă de cruce, armă caracteristică pentru feudalismul timpuriu. A fost achiziționat de fondatoarea Muzeului Cserey Jánosné în localitatea Pava. Nu avem date sigure cu privire la condițiile de descoperire. Capul mânerului are formă de buzdugan. | Muzeul Național Secuiesc, Sfântu Gheorghe | Cimec    |
|      | Spadă               | Datare: sf. sec. XIII - înc. sec. XIV Dimensiuni: Lmax: 106 cm; Llamă: 87 cm; Lmâner: 10,5 cm; Lcanal de sânge: 75 cm Material: fier; forjare                                                                                        | Spadă cu două tăișuri, cu mâner în formă de cruce. Spada a fost găsită între comunele Belin și Micloșoara, într-un mormânt de înhumație. La capătul mânerului este un buton rotund. Lama este ornamentată cu incizii vegetale. | Muzeul Național Secuiesc, Sfântu Gheorghe | Cimec    |
|      | Spadă               | Datare: sf. sec. XIII - înc. sec. XIV Dimensiuni: Lmax: 112,5 cm; Llamă: 87 cm; Lmâner: 19,7 cm; Lgardă: 19 cm Material: fier; forjare                                                                                               | Spadă cu două tăișuri, cu mâner în formă de cruce. Spada a fost găsită cu ocazia construirii podului peste Olt, pe malul drept la adâncimea de 4 m, împreună cu un schelet așezat pe spate. Era lângă corp, împreună cu o monedă, care nu a ajuns în colecția muzeului. | Muzeul Național Secuiesc, Sfântu Gheorghe | Cimec    |
|      | Spadă               | Datare: sec. XIV-XV Descoperit: jud. Covasna, com. Zălan, Zălan, Pădurea „Harcsa” pe malul pârâului „Sözét” Dimensiuni: Lmax: 117,5 cm; Llamă: 90 cm; Lmâner: 20,5 cm; Lgardă: 22 cm; Lcanal de sânge: 55 cm Material: fier; forjare | Spadă cu două tăișuri, cu mâner în formă de cruce, armă caracteristică pentru feudalismul timpuriu, în urma unei descoperiri întâmplătoare de pastorul Bencze Jözsef, la marginea pădurii „Harcsa” pe malul pârâului „Sözét”. La capătul mânerului un buton poligonal. Garda mânerului de la mijloc spre capete se lățește. Pe lamă se găsesc linii paralele incizate. Pe lângă spadă a fost găsită și o monedă, care ulterior s-a pierdut. | Muzeul Național Secuiesc, Sfântu Gheorghe | Cimec    |
|      | Spadă               | Datare: sec. XIV Descoperit: Vajna Tamás pe raza orașului Sf. Gheorghe Dimensiuni: Lmax: 111,3 cm; Llamă: 95 cm; Lmâner: 12,3 cm; Lgardă: 24,4 cm; Lcanal de sânge: 68,5 cm Material: fier; forjare                                  | Spadă cu două tăișuri, cu mâner în formă de cruce, armă caracteristică pentru feudalismul timpuriu. A fost găsită în urma unei descoperiri întâmplătoare, de localnicul Vajna Tamás din Sf. Gheorghe în raza orașului. La capătul mânerului un buton oval. Pe lamă, în canalul de sânge, se află o inscripție. | Muzeul Național Secuiesc, Sfântu Gheorghe | Cimec    |
|      | Spadă-pumnal        | Datare: sf. sec. IV p.Chr. Descoperit: jud. Covasna, com. Tg. Secuiesc, Tg. Secuiesc, Lângă calea ferată Dimensiuni: L: 42,5 cm; La: 4,2 cm; Grosime: 0,4 cm Material: fier; batere                                                  | Armă de dimensiuni medii, cu două tăișuri, prevăzut cu o gâtuire în vederea fixării gărzii. | Muzeul Național Secuiesc, Sfântu Gheorghe | Cimec    |
|      | Sabie               | Datare: 1599 Dimensiuni: Lmax: 80 cm Material: fier; forjare | Sabie de fier cu lamă curbă din sec. XVI. Pe lamă este inscripția "Appafi Anno 1599". Lipsește mânerul și garda mânerului. | Muzeul Național Secuiesc, Sfântu Gheorghe | Cimec    |
|      | Spadă               | Datare: sec. XIV Dimensiuni: Lmax: 113 cm; Llamă: 94,5 cm; Lmâner: 12 cm; Lcanal de sânge: 74 cm Material: fier; forjare | Spadă cu două tăișuri, cu mâner în formă de cruce. Capul mânerului este în formă de mâner rotund. Pe lamă între două cruci este o inscripție. Are semn de meșter. | Muzeul Național Secuiesc, Sfântu Gheorghe | Cimec    |
|      | Spadă               | Datare: sf. sec. XIII - înc. sec. XIV Descoperit: jud. Covasna, Întorsura Buzăului, Kiscsemernek Dimensiuni: Lmax: 97 cm; Llamă: 78 cm; Lmâner: 15 cm Material: fier; forjare                                                        | Spadă cu două tăișuri, cu mâner în formă de cruce, armă caracteristică pentru feudalismul timpuriu. Spada a fost descoperită în Întorsura Buzăului pe locul denumit "Kiscsemernek”. Lipsește garda mânerului, capul mânerului are formă de disc. | Muzeul Național Secuiesc, Sfântu Gheorghe | Cimec    |

## Fond
| Foto | Informații generale                     | Detalii tehnice | Descriere | Deținător                                 | Legături |
| ---- | --------------------------------------- | --- | --- | ----------------------------------------- | -------- |
|      | Cană cu capac Autor: Meldt, Lucas       | Datare: sec. XVIII Școală: Brașovean Dimensiuni: Î: 29 cm, DF: 13,5 cm, DG: 10 cm Material: cositor alb cu gravură pe corp și toartă ornamentală, incizat                | Cană de cositor de tip cilindric cu capac, din atelierul meșterului Lucas Meldt din Brașov. Corpul traversat de două brâuri inelare în relief. Între brâuri înconjurat de ornamente vegetale se găsesc inițialele CH 1748. Pe fundul cănii sunt linii meandrice. Pe toartă apare emblema Brașovului cu inițialele L.M., cu decorații vegetale. | Muzeul Național Secuiesc, Sfântu Gheorghe | Cimec    |
|      | Cană fără capac Autor: Mildt, Lukas     | Datare: sf. sec. 17-încep sec. 18 Dimensiuni: Î: 25 cm, DF: 14 cm, DG: 8,6 cm Material: cositor cu gravură pe toartă                                                     | Cană din cositor realizat de atelierul din Brașov. Meșterul Lucas Meldt. Cană tronconică cu toartă ornamentată pe care apare un vultur. Tot pe toartă se află stema orașului Brașov cu inițiala L.M. - a meșterului. Pe fundul vasului există o inscripție ce a fost gravată mult ulterior realizării vasului. Tot pe fund este vizibilă o gravură în formă de spirală. Capacul lipsește. | Muzeul Național Secuiesc, Sfântu Gheorghe | Cimec    |
|      | Cană fără capac                         | Datare: 1681 Școală: Sighișorean Dimensiuni: Î: 19,8 cm, DF: 11,5 cm, DG: 7,8 cm Material: cositor alb cu gravură pe corp și toartă                                      | Cană din cositor care provine din atelierul meșterului H.B. - din Sighișoara. Pe fundul cănii se văd 2 cercuri gravate.pe talpa cănii sunt ștanțate împrejur motive de frunză. Toarta turnată este ornamentată cu motive geometrice (puncte și linii). Pe toartă se văr două semne de meșter bătute unul lângă altul, asemănător. Pe fundul cănii înăuntru, există un medalion cu vază italiană plină cu flori. Gura arată lovituri și lipsește capacul. Pe cană apare numele comanditarului - M.Ent. | Muzeul Național Secuiesc, Sfântu Gheorghe | Cimec    |
|      | Cană fără capac Autor: Czultner, Martin | Datare: 1757 Școală: Sibian Descoperit: , com. Catalina, Imeni Dimensiuni: Î: 27 cm, DF: 15 cm, DG: 10 cm Material: cositor alb cu gravură pe corp și toartă ornamentată | Cană de cositor de tip cilindric, din atelierul meșterului Martin Czultner din Sibiu. Corpul traversat de două brâuri inelare în relief. Între brâurile inelare emblema meșterului cu coroană este înconjurat de doi lei. Toarta decorată în relief cu motive florale, măști, îngeri, motivul pelicanului. | Muzeul Național Secuiesc, Sfântu Gheorghe | Cimec    |
|      | Farfurie Autor: Teutsch, Georg          | Datare: 1826 Școală: Brașovean Dimensiuni: D: 23,5 cm Material: cositor alb; turnare                                                                                     | Farfurie de cositor, confecționat în Brașov de meșterul Georg Teutsch. Pe fundul farfuriei este emblema Brașovului, cu denumirea în limba germană Kronstadt, aliajul metalului "Probzimm" și numele meșterului. Pe marginea interioară într-un chenar este o cizmă înconjurat cu textul Michael Michael Daniel Jmc.Zft.Tel.1826.d.6 tFebr. Nu este ornamentată. | Muzeul Național Secuiesc, Sfântu Gheorghe | Cimec    |
|      | Farfurie Autor: Schmell, Michael        | Datare: 1801 Școală: Sibian Dimensiuni: D:18 cm Material: cositor alb cu decor în interior                                                                               | Farfurie de cositor din atelierul meșterului Michael Schmell din Sibiu în anul 1801. În mijlocul farfuriei este încizată o pasăre și cifra 1801. Bordura și partea interioară este festonată în stil biedermeier. | Muzeul Național Secuiesc, Sfântu Gheorghe | Cimec    |
|      | Castron Autor: Wilke, Gottlieb          | Datare: sec. XIX Școală: Buda Dimensiuni: Î: 5,5 cm, D: 22 cm Material: cositor alb, turnare                                                                             | Castron de cositor cu toarte. Confecționat în Buda de meșterul Gottlieb Wilke. Pe fundul vasului apar numele meșterului și al orașului Buda și al aliajului Probzim. | Muzeul Național Secuiesc, Sfântu Gheorghe | Cimec    |